# Пустелі та напівпустелі Перської затоки
Пустелі та напівпустелі Перської затоки (ідентифікатор WWF: AT1306) — палеарктичний екорегіон пустель і склерофітних чагарників, розташований на північному сході Аравійського півострова.

## Географія
Екорегіон пустель та напівпустель Перської затоки охоплює частину провінції Еш-Шаркія в Саудівській Аравії, зокрема все узбережжя Перської затоки, острови Бахрейну, прибережні райони Катару та невелику длянку узбережжя в еміраті Абу-Дабі у Об'єднаних Арабських Еміратах. На півночі екорегіон включає значну частину Кувейту та невелику частину південного Іраку. Також регіон включає смугу території, що простягається від Кувейту на південь до великої піщаної пустелі Руб-ель-Халі, яка домінує в південній Аравії.
Екорегіон включає в себе пустельні рівнини, що тягнуться від узбережжя Перської затоки на захід до піщаної пустелі Дехна, яка характеризується високими червоно-коричневими дюнами, що підносяться над навколишніми рівнинами. Максимальна висота в регіоні становить 313 м. З геологічної точки зору в екорегіоні переважають осадові породи, які накопичувалися протягом неогену, коли схід Аравії був затоплений водами океану. Цим східна частина Аравійського півострова відрізняється від західної, де переважають стародавні докембрійські магматичні та метаморфічні породи.
Прибережна частина екорегіону характеризується численними неглибокими солончаковими западинами, відомими як себхи. Ті себхи, що розташовані поблизу берегової лінії, можуть бути затоплені під час припливу або сильних берегових вітрів. На узбережжі Перської затоки трапляється більше ватів та солоних боліт, ніж на узбережжі Червоного моря. У внутрішній частині регіону зустрічаються численні піщані дюни, а також трапляються артезіанські джерела, навколо яких формуються оази.

## Клімат
В межах екорегіону переважає спекотний та посушливий пустельний клімат (BWh за класифікацією кліматів Кеппена). Він характеризується тривалим, спекотним, бездощовим літом, протягом якого часто дмуть північні вітри, що приносять пилові бурі. Середньорічна кількість опадів коливається від 75 до 150 мм, більшість з яких випадає в грудні та січні. Середня температура взимку становить 12-23 °C, влітку — 35 °C, максимальна літня температура становить 50 °C. Вологість в прибережних районах надзвичайно висока, влітку вона часто досягає 90 %.

## Флора
95 % території екорегіону вкриті рідкою рослинністю або повністю її позбавлені. Рослинність екорегіону переважно представлена невеликими кущами та купинами трави, місцями зустрічаються великі кущі, зокрема тамарикси (Tamarix spp.). Видове різноманіття флори екорегіону загалом є низьким.
На морських узбережжях ростуть галофіти та інші солестійкі рослини, такі як солончаковий саксаул (Haloxylon salicornicum) та єгипетський содник (Suaeda aegyptiaca). В екорегіоні широко поширені чагарники арфаджу або кувейтської верблюжої колючки (Rhanterium epapposum) та чубатого джузгуна (Calligonum comosum). Серед трав'янистих рослин найбільш поширене пустельне просо (Panicum turgidum) та капська ковила (Stipa capensis), а також різновид смикавця Cyperus conglomeratus. 
На мулистих узбережжях зустрічаються мангрові зарості, де домінують білі мангри (Avicennia marina). На прибережних солоних болотах ростуть Arthrocnemum macrostachyum, Halocnemum strobilaceum та Halopeplis perfoliata, а на пішаних дюнах — Tetraena qatarensis, Cyperus conglomeratus та Rhanterium epapposum, що дозволяє стабілізувати ці піщані структури та захистити їх від ерозії. На гравійних рівнинах, відомих як гамада, ростуть Haloxylon salicornicum та Anabasis lachnantha, а у деяких районах — ковила (Stipa spp.). В оазах росте очерет (Phragmites spp.) та рогіз (Typha spp.), а також кущі безлистого тамариксу (Tamarix aphylla) та мескітові дерева (Prosopis juliflora). 

## Фауна
Екорегіон пустель та напівпустель Перської затоки характеризується надзвичайно високим різноманіттям птахів. Аравійський півострів лежить на шляху міграції з Азії до Африки, а численні прибережні острови та розташовані на морському узбережжі лагуни, мулисті рівнини і мангрові зарості, є ідеальними місцями для гніздування птахів та пошуку їжі. На бахрейнських островах Хавар гніздиться найбільша у світі популяція рідкісного перського баклана (Phalacrocorax nigrogularis), чисельність якої перевищує 220 тисяч пар. Також в Бахрейні на міграції регулярно зустрічаються рідкісні східні джеки (Chlamydotis macqueenii). На островах та узбережжях регіону гніздяться великі популяції рифової чаплі (Egretta gularis schistacea), каспійського крячка (Hydroprogne caspia), мекранського крячка (Sternula saundersi), чорношиєї пірникози (Podiceps nigricollis) та скопи (Pandion haliaetus).
У внутрішніх районах Саудівської Аравії з літака можна побачити вражаючі зелені кола у безплідній пустелі. Це місця інтенсивного вирощування люцерни та озимої пшениці, зрошувані артезіанською водою. Транспустельних мігрантів приваблює зелень цих місць. Ці поля є єдиним відомим місцем розмноження звичайних перепілок (Coturnix coturnix), сенегальських рябків (Pterocles senegallus) та сірих сорокопудів (Lanius excubitor) у провінції Еш-Шаркія. Різні види птахів гніздяться і в природних оазах в пустелі. Також в оазах мешкають озерні жаби (Pelophylax ridibundus) та каспійські черепахи (Mauremys caspica).
Різноманіття ссавців в регіоні є досить низьким. Тут зустрічаються звичайні лисиці (Vulpes vulpes), капські зайці (Lepus capensis), ефіопські їжаки (Paraechinus aethiopicus) та звичайні шакали (Canis aureus). У водах біля островів Хавар зустрічається друга за величиною популяція дюгонів (Dugong dugon) у світі.

## Збереження
Майже 4 % площі екорегіону є заповідними територіями. Природоохоронні території включають Біосферний заповідник Аль-Рім та Національний парк Умм-Таїс в Катарі, а також Природний заповідник Ваді Аль-Батін в Саудівській Аравії.